# 阿拉伯社会主义
阿拉伯社会主义（阿拉伯语：‎），是一种基于泛阿拉伯主义与社会主义的政治意识形态。
1944年米歇尔·阿弗拉克与萨拉赫丁·比塔尔在《阿拉伯社会主义对共产主义的态度》一书中首次提出了“阿拉伯社会主义”这一概念。自此之后，虽然阿拉伯社会主义衍伸出了不同的流派（如伊拉克与叙利亚的阿拉伯复兴社会主义、埃及前总统贾迈勒·阿卜杜-纳赛尔的纳赛尔主义、利比亚前领导人卡扎菲的第三国际理论等），但仍保有其基本特征。这些特征包括以伊斯兰教教义为基础，以阿拉伯民族统一为目标，以及平等、均富的社会主义理想等。

## 类型
- 阿拉伯复兴社会主义
  - 新复兴主义
    - 阿萨德主义

  - 萨达姆主义
- 纳赛尔主义
- 布尔吉巴主义
- 自管社会主义
- 民主的和真正的社会主义
- 苏丹式社会主义